# نورلان کویژایگانوف
نورلان کویژایگانوف (قزاقی: Нұрлан Алтынбекұлы Қойжайғанов؛ زادهٔ ۲۷ مارس ۱۹۷۷) کشتی‌گیر اهل قزاقستان است.